# Theligonum
Theligonum es un género con cinco especies de plantas con flores de la familia Rubiaceae en orden Gentianales. Es el único miembro de la tribu Theligoneae.
Es nativa de Macaronesia, Mediterráneo hasta China y sudeste de Asia.

## Especies seleccionadas
- Theligonum cynocrambe
- Theligonum dalmaticum
- Theligonum formosanum
- Theligonum japonicum
- Theligonum parvum

## Taxonomía
Theligonum fue descrito por Carlos Linneo y publicado en Species Plantarum 2: 993, en el año 1753. La especie tipo es: Theligonum cynocrambe L. 
Sinonimia
- Cynocrambe Gagnebin (1755).[3]